# 대니얼 커티스 리
대니얼 커티스 리(Daniel Curtis Lee, 1991년 5월 17일 ~ )는 미국의 배우이다.

## 출연 작품
- 네드의 학교에서 살아남기 시즌3 (2006)
- 네드의 학교에서 살아남기 시즌2 (2005)
- 네드의 학교에서 살아남기 시즌1 (2004)